# Ptesiomyia alacris
Ptesiomyia alacris är en tvåvingeart som först beskrevs av Johann Wilhelm Meigen 1824.  Ptesiomyia alacris ingår i släktet Ptesiomyia och familjen parasitflugor. Arten är reproducerande i Sverige. Inga underarter finns listade i Catalogue of Life.